# Bettina Walker
Bettina Walker (* 1837 in Dublin; † 4. Februar 1893 in Fulham bei London) war eine irische Pianistin und Musikschriftstellerin.

## Leben
Bettina Walker studierte in den 1870er Jahren zunächst bei William Sterndale Bennett in London sowie bei Carl Tausig in Berlin und bei Giovanni Sgambati in Rom. 1883 kam sie nach Weimar und setzte ihre Studien bei Franz Liszt fort. 
Weitere Lehrer waren Ludwig Deppe, Xaver Scharwenka und Adolf Henselt. 
Nach Henselts Tod (1889) ließ sie sich in London nieder, wo sie ihre Methodik des Klavierunterrichts lehrte, aber schon vier Jahre später starb.
Von bleibender Bedeutung sind ihre Memoiren, in denen sie detailliert ihre zahlreichen Begegnungen mit bedeutenden Musikern schildert.

## Werke
- My Musical Experiences, London 1890 – New Edition, London 1892 (Digitalisat)
- Songs and Sonnets. London: Richard Bentley 1893 (mit Porträt)